# Національна академія мистецтв України
Національна академія мистецтв України (НАМ України) — науково-творча установа в галузі художньої культури. Академія мистецтв України (АМУ) заснована відповідно до Указу Президента України в грудні 1996 у м. Києві. Указом Президента України від 18 лютого 2010 р. Академії мистецтв України було надано статус національної.
Містить шість структурних відділень: кіномистецтва, музичного, образотворчого, театрального мистецтва, теорії та історії мистецтв (мистецтвознавства), а також синтезу пластичних мистецтв.
Нині у складі академії — 47 дійсних членів і 61 членів-кореспондентів. До академії обираються визначні діячі професійного мистецтва —режисери театру і кіно, композитори, художники, диригенти, актори, керівники національних художніх колективів, вищих мистецьких закладів освіти, мистецтвознавці, які своєю багатогранною діяльністю зробили великий внесок у духовну скарбницю Української держави.
Серед членів академії — 88 нар. артистів, нар. художників, заслужених діячів мистецтв України, 34 лауреати Шевченківської премії, 33 мають науковий ступінь доктора наук, 65 — вчене звання професора. Перший президент АМУ — академік А. В. Чебикін, народний художник України, ректор Національної академії образотворчого мистецтва і архітектури (НАОМА) у 1997–2022.
З 1 липня 2022 президент НАМ України — академік В. Д. Сидоренко, народний художник України, кандидат мистецтвознавства, професор, засновник та в 2001–2022 роках директор Інституту проблем сучасного мистецтва НАМ України.

## Історія створення
Вагомим підґрунтям розвитку українського мистецтва у XVI I — XVIIII ст. була діяльність Києво-Могилянської і Острозької академій. Серед важливих заходів, що провадилися у згаданих академіях напередодні свят та урочистих подій, практикувалися театралізовані вистави, вертепні драми, п'єси, музичні концерти, підготовлені студентами. Загалом створення академій в Україні історично пов'язане зі зростанням рівня культурного розвитку суспільства, зрушеннями в розвиткові мистецької освіти. Адже відомо, що основою академізму є активізація наукової думки, зростання можливостей розвитку талановитої молоді, комплексна, фундаментальна дослідницька діяльність.
Значною подією в художньому житті України стало заснування 18 грудня 1917 року вищого мистецького навчального закладу європейського рівня — Української академії мистецтва (нині Національна академія образотворчого мистецтва і архітектури) та її подальший розвій на тлі української культури. Цю подію справедливо вважають продовженням славетних традицій українського народу в царині мистецтва, реалізацією його культурних потреб і прагнень. 1922 року Академію було реорганізовано і перейменовано на Інститут пластичних мистецтв, а в 1924 — на Київський художній інститут.
Науково-творчий потенціал видатних діячів української культури вимагав свого подальшого розвитку. Відтак у 20‑х роках минулого століття визріла ідея мистецької академії іншого типу — науково-творчої. У 1927–1928 рр. за дорученням тогочасного уряду президією Академії наук України було створено спеціальну комісію на чолі з академіком АН України О. П. Новицьким, яка підготувала необхідні матеріали й подала їх на розгляд уряду з метою створення Академії мистецтвознавства України. Пізніше у зв'язку з початком репресій щодо творчої інтелігенції, серед якої було чимало мистецтвознавців, зокрема Ф. Л. Ернст, М. Ф. Біляшівський, М. О. Макаренко, Д. М. Щербаківський та інші, створення академії було відкладене. 1941 року на прохання творчої інтелігенції керівні органи України повернулися до розгляду цього питання знову, але заснуванню нової академії цього разу перешкодила Друга світова війна.
Одразу після війни в Україні було відкрито низку науково-дослідних інститутів архітектурно-будівельного та художнього профілів у складі заснованої 1945 року Академії архітектури (1956 року Академія архітектури УРСР була реорганізована на Академію будівництва і архітектури УРСР, яку 1964 року ліквідували). Зокрема таких, як Інститут теорії та історії архітектури, Інститут монументального живопису і скульптури, Інститут художньої промисловості та ін. У структурі новостворених установ функціонували науково-дослідні відділення теорії та історії мистецтв, аспірантури, а також творчі майстерні для мистецтвознавців, художників, архітекторів. У цих підрозділах провадили
наукову та викладацьку діяльність видатні діячі мистецтва й архітектури —П. О. Білецький; Г. Н. Логвин, В. Г. Заболотний, О. О. Шовкуненко.
Тоді ж було підготовлено й видано значну кількість праць з питань історії мистецтва та архітектури, у тому числі «Історію українського мистецтва» в 6‑ти томах. У 1960‑х науково-дослідні установи системи Академії будівництва і архітектури було ліквідовано, а окремі з них зосереджено по різних відомствах. Непродумані реорганізації, знищення української мистецтвознавчої школи в роки репресій звели нанівець масштабні задуми та цікаві починання. У 1970–1980‑х діячі мистецтва і культури неодноразово порушували питання про організацію мистецької Академії та відповідних наукових підрозділів.
Зрештою ідея створення державного науково-творчого закладу знайшла підтримку уряду України і була втілена у життя 14 грудня 1996 року.
За вагомий внесок у розвиток українського мистецтва, відродження національних традицій, проведення фундаментальних досліджень з історії становлення і збагачення духовної культури України Указом Президента України № 191/2010 від 18 лютого 2010 р. Академії мистецтв України було надано статус національної.

## Керівництво

Перший склад Академії мистецтв України, 1996p.

- Президент — академік, народний художник України, директор Інституту проблем сучасного мистецтва Національної академії мистецтв України, кандидат мистецтвознавства, професор В. Д. Сидоренко.
- Перший віцепрезидент - академік, лауреат Державної премії України в галузі науки і техніки, заслужений діяч мистецтв України, доктор філософських наук, професор В. А. Бітаєв.
- Віцепрезидент — член-кореспондент, народний артист України, лауреат Державної премії України імені Олександра Довженка О. Г. Санін.
- Віцепрезидент — член-кореспондент, заслужений працівник культури України, генеральний директор Київської національної картинної галереї, Ю. Є. Вакуленко
- Головний учений секретар — академік, заслужений діяч мистецтв Україны, кандидат мистецтвознавства, професор О. В. Скрипник.
- Радник Президії — член-кореспондент, лауреат Державної премії України в галузі архітектури, заслужений діяч мистецтв України, доктор мистецтвознавства, професор А. О. Пучков.

## Дійсні члени (академіки)
Дійсні члени (академіки) та члени-кореспонденти Академії обираються на зборах відділень та загальних зборах Академії. Багато членів НАМ України відзначені державними нагородами. Нині у складі Академії — 11 Героїв України, 33 лауреати Національної премії України імені Тараса Шевченка, 4 лауреати Державної премії України в галузі науки і техніки; 25 членів Академії мають ступінь доктора наук, 63 — вчене звання професора.
Серед іноземних членів Академії — кінорежисери Єжи Гофман, Кшиштоф Зануссі (Польща), художники Бедрі Байкам (Туреччина), Михайло Туровський (США), Володимир Макаренко (Франція), Сергія Святченко (Данія), композитор Леонід Грабовський (США), скрипаль Олег Криса (США), співачка Вікторія Лук'янець (Австрія), диригент Рікардо Муті (Італія) та ін.
Почесними членами є композитор Валентин Сильвестров, художники Іван Марчук та Олександр Дубовик, мистецтвознавець Дмитро Горбачов, арт-фотограф Борис Михайлов, співак Анатолій Кочерга, кінокритик Лариса Брюховецька, колекціонер Едуард Дмишиць, науковець В. П. Семиноженко, політичний діяч Віктор Ющенко та ін.

## Іноземні дійсні члени
- див. сторінку "Іноземні члени Академії" на офіційному сайту Національної академії мистецтв України (www.academia.gov.ua)

## Склад
Академія має у своєму складі відділення:
- образотворчого мистецтва,
- музичного мистецтва,
- театрального мистецтва,
- кіномистецтва,
- синтезу пластичних мистецтв — з секцію естетики та культурології у складі відділення,
- теорії та історії мистецтв (мистецтвознавства).

У грудні 2001 року в складі Академії утворено Інститут проблем сучасного мистецтва, який займається розробкою і втіленням конкретних програм дослідження історії й теорії сучасного національного та світового мистецтва; проблем художньої культури у світовому контексті; науковою розробкою проблематики експериментальних напрямків сучасного мистецтва — живопису, скульптури, графіки, інсталяції; дослідженням новітніх методик і технологій артдизайну, експериментальної архітектури.
У травні 2007 року в складі Академії утворено Інститут культурології. Головним завданням Інституту є здійснення фундаментальних досліджень у галузі теорії та історії культури, етнокультурології та культурної антропології, музикознавства, пам'яткознавства, прикладної культурології, світової культури і міжнародних культурних зв'язків, практичних і пошукових дій, спрямованих на розвиток національної культури.

## Завдання
Основні завдання Академії мистецтв України:
- реалізація державної політики в галузі мистецтва,
- вивчення і висвітлення у засобах масової інформації та наукових виданнях проблем історії і теорії мистецтва,
- активна підтримка творчої діяльності молоді у процесі її професійного становлення,
- визначення пріоритетних напрямів наукових досліджень,
- залучення наукових і творчих працівників України до реалізації державних та міжнародних програм розвитку художньої культури,
- налагодження співпраці з органами державної та виконавчої влади з питань захисту авторських прав,
- зміцнення наукового, культурного співробітництва з ученими і мистцями України та інших держав, українською мистецькою діаспорою,
- сприяння розвиткові творчої діяльності науковців та мистців у створенні художніх творів, підготовці мистецтвознавчих праць тощо.

Академія дедалі активніше втручається у сучасні мистецькі процеси з метою якісного оновлення духовного життя нашого суспільства, наповнення його високими моральними цінностями та естетичним змістом.